# Rue Saint-Amable
La rue Saint-Amable est une voie de Montréal.  

## Situation et accès
Cette petite rue historique, d'axe est-ouest, du Vieux-Montréal est aujourd'hui une rue piétonne qui accueille l'été artiste et artisans. Très achalandée, elle reçoit de nombreux touristes.

## Origine du nom
On suppose que Denis-Benjamin Viger, le fils de Perrine-Charles Cherrier, a donné le nom de son épouse, Marie-Amable Foretier, à cette rue, après avoir hérité des terrains de sa mère et de sa sœur. 

## Historique

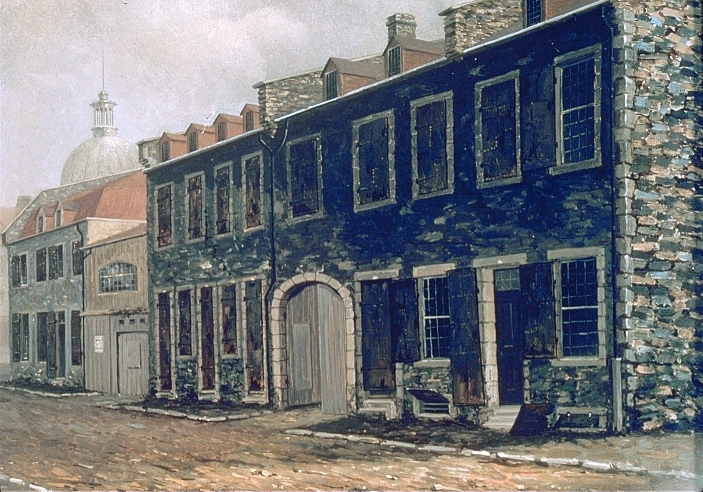
Bâtiments typiques de la rue Saint-Amable, Montréal, Henry Richard S. Bunnett, 1885-1889

Le tronçon est de la rue Saint-Amable existe déjà vers 1805. Perrine-Charles Cherrier, veuve de Denis Viger, a acquis une parcelle faisant face à la place Jacques-Cartier. Afin de donner accès à la partie arrière de terrains sur la rue Saint-Paul qu'elle a hérité de son mari, elle ouvre une étroite voie de service parallèle à la rue Saint-Paul, commençant au bord de la place publique. 
En 1814, par un partage formel entre les héritiers Viger, Perrine-Charles Cherrier et sa fille Marie-Pierre deviennent ensemble propriétaires des terrains situés à l'arrière de la rue Saint-Paul. Pour faciliter le développement de ces lots, la mère et la fille ont prolongé la ruelle déjà commencée jusqu'à la rue Saint-Vincent. À l'origine, la voie est connue sous le nom de « ruelle Viger ». 
Depuis 1969, la rue Saint-Amable est devenue une véritable galerie d'art à ciel ouvert, très achalandée à cause de sa proximité à la place Jacques-Cartier. Elle a aujourd'hui une largeur moyenne de 4,9 mètres.